# Vroenhoven
Vroenhoven est une section de la commune belge de Riemst située en Région flamande dans la province de Limbourg. C'était une commune à part entière avant la fusion des communes de 1977.

## Histoire
En 1839, lors de la séparation de la Belgique et des Pays-Bas, la partie orientale de Vroenhoven échoit aux Pays-Bas. Elle est érigée en nouvelle commune néerlandaise, sous le nom d'Oud-Vroenhoven.

## Démographie

### Évolution démographique
- Sources : INS, Rem. : 1831 jusqu'en 1970 = recensements, 1976 = nombre d'habitants au 31 décembre[2].
- 1846*: Scission de Vroenhoeven en 1839 une partie revenant au Pays-Bas